# Lagynodes occipitalis
Lagynodes occipitalis är en stekelart som beskrevs av Jean-Jacques Kieffer 1906. Lagynodes occipitalis ingår i släktet Lagynodes och familjen trefåresteklar. Inga underarter finns listade i Catalogue of Life.